# Patrick Vo
Patrick Vo est un acteur, cascadeur, scénariste et producteur de cinéma français.

## Filmographie

### Cinéma
- 2002 : Samouraïs de Giordano Gederlini : homme de Nakatomi
- 2004 : Double Zéro de Gérard Pirès : le frère de Miss Dan
- 2005 : Danny the Dog de Louis Leterrier : Bart's Thug
- 2005 : L'Entente Cordiale de Vincent De Brus : chef commando
- 2007 : Hellphone de James Huth : Marco Tse Toung
- 2008 : Largo Winch de Jérôme Salle : garde du corps Marcus
- 2009 : Le Secret d'une vie de Marco Serafini
- 2009 : L'Emmerdeur de Francis Veber : le flic
- 2009 : Mutants de David Morley : un mutant
- 2009 : L'Autre Monde de Gilles Marchand : Le membre du club dans BlackHole (voix)
- 2009 : OSS 117 : Rio ne répond plus de Michel Hazanavicius : pilote chinois
- 2009 : La Horde de Yannick Dahan et Benjamin Rocher : Zombie
- 2010 : La Tête ailleurs de Frédéric Pelle : Simon
- 2011 : The Prodigies de Antoine Charreyron : Diaz
- 2011 : Rien à déclarer de Dany Boon : le chauffagiste
- 2012 : La Marque des anges de Sylvain White : présentateur journal TV
- 2015 : Un homme idéal de Yann Gozlan : Un cascadeur

### Télévision
- 2001 : Red Eye de Michael Damian : chef de la mafia (série télévisée)
- 2003 : Père et Maire (série télévisée)
- 2003 : Hk  de Julien Lacombe et Pascal Sid : Chen (court-métrage)
- 2005 : Léa Parker saison 2 de Olivier Jamain : l'homme gominé (série télévisée)
- 2005 : 6 Hours  de Julien Lacombe et Pascal Sid (moyen métrage) en tant qu'acteur, scénariste et producteur
- 2006 : Le Frelon vert de Aurélien Poitrimoult : Kato (court-métrage)
- 2006 : Le Sixième Homme de Julien Lacombe et Pascal Sid : policier no 2 (court-métrage)
- 2006 : Mathilde Armani : le serrurier (série télévisée)
- 2006 : Sécurité intérieure de Patrick Grandperret (téléfilm)
- 2006 : R.I.S Police scientifique : Cheng (saison 2, épisode 3)
- 2007 : Duval et Moretti de Bruno Garcia (série télévisée)
- 2008 : Braquage en famille de Pierre Boutron : le dealer (téléfilm)
- 2008 : La Taupe : Yvan Ushi (téléfilm)
- 2008 : Duval et Moretti : Chung (saison 1, épisode 14)
- 2008 : Sur le fil : Jona (saison 2, épisodes 4 et 6)
- 2008 : Vitrage à la corde de Laurent Bouhnik : l'homme d'affaires (téléfilm)
- 2008 : R.I.S Police scientifique (saison 3, épisode 3)
- 2008 : Les Bleus, premiers pas dans la police : Liang (saison 3, épisode 6)
- 2009 : Fortunes : Nicolas Chen (série télévisée)
- 2010 : Hero Corp Saison 2 : Jean Mi-Cheng (série télévisée)
- 2010 : Belleville Story de Arnaud Malherbe : L'homme gominé (téléfilm)
- 2011 : Koan de Printemps de Marc Olivier Louveau  (téléfilm)
- 2013 : Hero Corp Saison 3 de Simon Astier : Jean Micheng (série télévisée)
- 2013 : Soldat blanc de Erick Zonca : Général Nguyen (téléfilm)
- 2014 : Hero Corp Saison 4 de Simon Astier : Jean Micheng (série télévisée)

### Cascades
- 2004 : L'Empire des loups de Chris Nahon : cascadeur
- 2006 : Le Serpent d'Éric Barbier : cascadeur
- 2006 : Scorpion de Julien Seri : cascadeur
- 2006 : Gomez vs Tavarès de Gilles Paquet-Brenner : cascadeur
- 2007 : Nos retrouvailles de David Oelhoffen : coordinateur de cascades
- 2007 : Rush Hour 3 de Brett Ratner : cascadeur
- 2008 : Vertiges d'Abel Ferry : cascadeur
- 2008 : Urban Wolf de Laurent Touil-Tartour : cascadeur
- 2008 : Banlieue 13 Ultimatum de Patrick Alessandrin : cascadeur
- 2008 : From Paris with love de Pierre Morel : assistant coordinateur de cascades
- 2008 : Un prophète de Jacques Audiard : assistant coordinateur de cascades
- 2008 : JCVD de Mabrouk El Mechri : cascadeur
- 2009 : Notre jour viendra de Romain Gavras : assistant coordinateur de cascades
- 2009 : Captifs de Yann Gozlan : assistant coordinateur de cascades
- 2009 : La Horde de Yannick Dahan et Benjamin Rocher : assistant coordinateur de cascades
- 2010 : Illégal de Olivier Masset-Depasse : cascadeur
- 2011 : Girl on a Bicycle de Jeremy Leven : assistant coordinateur de cascades
- 2011 : La Planque de Akim Isker : coordinateur de cascades
- 2011 : Ombline de Stéphane Cazes : coordinateur de cascades
- 2011 : Le Guetteur de Michele Placido : assistant coordinateur de cascades
- 2011 : De rouille et d'os de Jacques Audiard : assistant coordinateur de cascades
- 2011 : Populaire de Régis Roinsard
- 2011 : Sécurité rapprochée de Daniel Espinosa : assistant chorégraphe de combat
- 2012 : Colt 45 de Fabrice Du Welz : assistant coordinateur de cascades
- 2012 : Fast and Furious 6 de Justin Lin : assistant chorégraphe de combat
- 2013 : De guerre lasse d'Olivier Panchot : assistant coordinateur de cascades
- 2013 : Enfant 44 de Daniel Espinosa : assistant coordinateur de cascades
- 2014 : Les Bêtises de Rose Philippon : assistant coordinateur des cascades
- 2014 : Un homme idéal de Yann Gozlan : assistant coordinateur des cascades
- 2014 : Maryland de Alice Winocour : assistant coordinateur des cascades
- 2015 : L'Homme aux mille visages de Alberto Rodriguez : coordinateur de cascades
- 2015 : Orpheline de Arnaud des Pallières : assistant coordinateur des cascades
- 2015 : 007 Spectre de Sam Mendes : assistant chorégraphe de combat
- 2016 : Scribe de Thomas Kruithof : assistant coordinateur des cascades
- 2017 : Transferts de Antoine Charreyron : coordinateur des cascades
- 2017 : Playground de Olivier Schneider et Pascal Sid : coordinateur des cascades
- 2018 : Lukas de Julien Leclercq : coordinateur des cascades
- 2018 : Ad Vitam de Thomas Cailley : coordinateur des cascades
- 2018 : Le 15 h 17 pour Paris de Clint Eastwood : coordinateur des cascades

## Théâtre
- 2002 : Le Coq d'or (Théâtre du Châtelet)
- 2007 : L'Emmerdeur de Francis Veber (Théâtre de la Porte Saint Martin)

## Jeux vidéo
- 2005 : Fahrenheit de David Cage
- 2006 : Rainbow Six Vegas
- 2006 : Red Steel
- 2010 : Heavy Rain de David Cage
- 2011 : Red Johnson's Chronicles
- 2012 : Beyond Two Souls de David Cage
- 2015 : The Division
- 2016 : Dead by Daylight
- 2016 : H1Z1 : King Of The Kill
- 2017 : Detroit: Become Human
- 2020 : Call of Duty: Warzone